# Јованка Хрваћанин
Јованка Хрваћанин (Дубица, 20. јануар 1899 — Београд, 1987) била је хрватска и српска књижевница (која је писала на српском језику), романописац, писац за децу и преводилац књижевних дела, највише са словенских језика.

## Живот и каријера
Рођена је у Дубици (данашњи назив Хрватска Дубица), 20. јануара 1899. године. Рано детињство провела је у Београду. Након очевог губитка посла у Прес-бироу, и смрти млађег брата 1903, вратила се са породицом у родно место, где је завршила основу школу. Јованкино школовање било је неуредно. Обележено је наглим прекидима и пресељењима, због политичког деловања и ангажовања њеног оца који је био оснивач и организатор првих светосавских беседа у Дубици и Јасеновцу, и члан главног одбора Радикалне странке и ратних прилика на Балканском полуострву.
Гимназију је похађала у Бјеловару и Београду а, након Првог светског рата, дипломирала је на Филолошком факултету (1923) и положила професорски испит (1926).
Познавала је чешки, руски, француски, немачки, словеначки језик, и преводила је бројна књижевна дела, али највише са словенских језика: Карела Чапека, Франа Шрамека, Максима Горког, Вјачеслава Иванова, Франца Бевка, Антона Ашкерца, Игора Шевченка, Ласју Украјинку, Кристину Бренкову, Ивана Цанкара.
Радила је као професорка у Женској гимназији (1923—1931) и Учитељској школи у Новом Саду, Првој женској гиманзији у Београду (1933—1940). У Новом Саду је основала Удружење универзитетски образованих жена и била његов први председник.
После Другог светског рата радила је у Педагошком институту, у секцији за дечју и омладинску књижевност и штампу (1949—1950), потом као уредник Дечје књиге од 1951. до пензионисања 1953.
Преминула је у Београду 1987.

## Дело
Јованка Хрваћанин је прве песме објавила још као основац, а значајније се посветила писању у гимназијским данима.
У међуратном периоду написала је збирке песама и кратку лирску прозу:
- Пјесме невиђеном (1926),
- Откинуто лишће (1939)
- Записи (1933) — проза.

Као песник и преводилац објављивала је у скоро свим тадашњим часописима:
- Књижевни југ,
- Књижевна ревија,
- Жена, Светлост,
- Нова светлост,
- Венац,
- Мисли,
- Алманах Записи из Цетиња,
- Књижевни Север из Суботице,
- Дечји лист Мирољуб,
- Дечје новине из Новог Сада,
- Застава,
- Правда.

У периоду после Другог светског рата највише се бави писањем књига за децу, како је сама говорила, подстакнута од Десанке Максимовић, и тада настају збирке:
- Рачунске шале за наше мале и Сабирање за најмлађе (1946),
- Занат је златан (1947),
- И ја рачунам (1951),
- Људи раде (1951),
- Мица с десет лица и њена другарица (1954),
- Под брезом (1955), Трагом срца (1972),
- Птице ме буде (1979).

Написала је кратки епистоларни роман Невиђени (1995) објављен први пут у часопису ПроФемина у три наставка.
Део њеног опуса (Пјесме невиђеном, роман Невиђени, Записи) настао у међуратном периоду, испињен је искуством из година одрастања и открива основна својства њене поетике:
| „ | језгровитост казивања, склоност интроспекцији, оријентисаност на унутрашња преживљавања. Чежња за идеалом, за љубављу као интегралним искуством и истинским другим, који јесте спиритус мовенс њеног стварања, основа је на којој почива кохерентност написаног. | ” |